# Luboš Kolář
Lubomír Kolář, detto Luboš (4 febbraio 1929 – 2012), è stato un cestista cecoslovacco.

## Carriera
Con la Cecoslovacchia disputò i Giochi olimpici di Helsinki 1952 e tre edizioni dei Campionati europei (1953, 1955, 1957).

## Palmarès
- Campionato cecoslovacco: 9

Sokol Brno I: 1946-47, 1947-48, 1948-49, 1949-50, 1950-51, 1951, 1957-58
Slavia Brno: 1952, 1953